# Sergej Krivokrasov
Sergei Vladimirovitj Krivokrasov (ryska: Сергей Владимиорвич Кривокрасов), född 15 april 1974 i Angarsk, Ryssland (Sovjet) är en rysk före detta professionell ishockeyspelare som spelade i NHL från 1992–2002.
Sergei Krivokrasov listades av Chicago Blackhawks i den första rundan som nummer 12 1992, och det var också i Chicago som han debuterade i NHL.
Efter sex säsonger i Chicago bytte han klubb till expansionslaget Nashville Predators 1998, och gjorde då sin bästa säsong under NHL-karriären. Samma år ingick han också i Rysslands OS-trupp i Nagano där han var med och vann OS-silver.
Sedan spelade han runt i olika NHL-lag utan att riktigt lyckas och flyttade sedermera hem till Ryssland där han avslutade karriären våren 2008.

## Klubbar
- HC CSKA Moskva 1990–1992 2005–2006
- Chicago Blackhawks 1992–1998
- Nashville Predators 1998–2000
- Calgary Flames 2000
- Minnesota Wild 2000–2001
- Anaheim Mighty Ducks 2002
- Amur Khabarovsk 2002–2004
- Avangard Omsk 2004–2005
- Severstal Cherepovets 2005
- HC Dynamo Moskva 2006–2007
- Metallurg Novokuznetsk 2007–2008